# Habib Tengour
Habib Tengour (* 29. März 1947 in Mostaganem) ist ein algerischer Schriftsteller, Dichter und Soziologe.

## Biographie
Habib Tengour übersiedelte 1959 mit seiner Familie nach Frankreich, nachdem sein Vater als Aktivist der algerischen Unabhängigkeitsbewegung und Mitglied der Volkspartei PPA vor der polizeilichen Verfolgung geflohen war. Er studierte Soziologie in Paris, wurde dann in Algerien während seines Militärdiensts von 1972 bis 1974 erster Direktor des neu gegründeten Instituts für Sozialwissenschaften an der Universität Constantine, ging 1990 zurück nach Paris und lehrte bis 2015 Soziologie an der Université d’Evry. Bis heute pendelt er zwischen Algerien und Paris. 2017 war er Gast des Berliner DAAD-Künstlerprogramms; 2005 und 2007 der Villa Waldberta. In seinem Werk, für das er 1997 den Prix de l’Afrique méditerrannéenne / Maghreb des französischen Schriftstellerverbands ADELF sowie 2016 den Dante-Preis der EU erhielt, spürt er dem maghrebinischen Lebensgefühl im Fadenkreuz westöstlicher Einflüsse nach, im Zeichen von Emigration und Exil.
Auf Deutsch liegen vor die Romane Die Bogenprobe (1993), Der Fisch des Moses (2004), Der Alte vom Berge (2019); die Lyrikbände Seelenperlmutt (2009), Übers Meer (2017), Beau Fraisier (2019), alle aus dem Französischen übersetzt von Regina Keil-Sagawe. In Algier gibt Tengour die Reihe Poèmes du Monde heraus (Editions Apic); er selbst übersetzt aus dem Arabischen (Saadi Youssef, Chawki Abdelamir), Englischen und Deutschen (Hans Thill).

## Rezeption
Barbara Wahlster gelangt im DeutschlandRadio Kultur zu dem Urteil: „Der Spurensicherung und ihrer Übertragung ins Poetische ist Habib Tengour zutiefst verpflichtet. Deren Bestandteile können bei ihm materiell sein, imaginär, prosaisch, hochgelehrt, historisch unterfüttert; in ihnen stecken Nachklang der mündlichen Rede, Überschwang vergangener Rhetoriken, Parodie offizieller Sprachregelungen, Ironie, Trauer und Klage. Da werden traditionelle Rhythmen und Bilderwelten ebenso aufgerufen wie alltägliche Beobachtungen oder verblüffende, ungewöhnliche, sogar visionäre Verknüpfungen. Habib Tengour verfügt über all diese Register.“
Die Neue Zürcher Zeitung schreibt: „Er ist der blaue Vogel seiner Zunft: der algerische Lyriker und Schriftsteller Habib Tengour. Auf der Höhe seiner Zeit? Ist er nie. Sondern stets einen Tick voraus. […] Jacqueline Arnaud, Inhaberin des ersten französischen Lehrstuhls zur Maghrebliteratur, sah Tengour schon vor 20 Jahren als Vorläufer an, als «premier Algérien à écrire dans la situation d’émigré de la deuxième génération». Und so präsentiert sich Tengours literarisches Werk – sechs poetische Prosa- und sechs Lyrikbände nebst einer Fülle von Kurztexten, Gedichten, Erzählungen, in Frankreich und Algerien, Italien und Amerika, England, Belgien, Deutschland und der Schweiz publiziert – als eigenwillige Chronik des postkolonialen Algerien: als feingeschliffener Spiegel, in dem, tausendfach gebrochen, die algerische Realität aufscheint, als Brennglas, das Splitter der eigenen Biographie reflektiert. […] Tengours Technik des literarischen Recyclings überkommenen Materials greift auch auf der formalen Ebene. Seine Texte sind angesiedelt am Schnittpunkt von Archaik und Avantgarde. Wesentliche formale Charakteristika – Fragmentcharakter, expressiv-visionäre Bildhaftigkeit, Verzicht auf Chronologie und Linearität – verweisen zugleich auf Stilformen altarabischer Dichtung und mündlicher maghrebinischer Erzähltradition wie auch auf Sprechweisen modernster westlicher Lyrik.“
Im Sommer 2019 erschien in der Literaturzeitschrift Sinn und Form ein Gespräch, das Marie-Luise Bott im Frühjahr 2018 mit Tengour über "Abschiede und Ankünfte" geführt hatte. Thema war sein Blick auf das Schreiben, die Flucht über das Mittelmeer, die Literatur des Maghreb und insbesondere sein Langgedicht Traverser (Übers Meer), das seit 1985 entstand. Gefragt, ob das Gedicht biographisch zu verstehen sei, sagte Tengour: "Nein. Ich war immer beeindruckt und besessen von großen Poemen, wie Arthur Rimbauds 'Eine Zeit in der Hölle' oder 'Der Sonnenstein' von
Octavio Paz, und wollte ein Poem schreiben, in dem das Biographische der Ausgangspunkt ist, aber in den Hintergrund tritt."

## Bibliographie

### Poetische Prosa
- Tapapakitaques, la poésie-île. P.J. Paris: Oswald, 1976.
- Sultan Galièv ou La rupture des stocks, Cahiers, 1972–1977, CRIDSSH, Oran, 1983. Paris: Sindbad, 1985.
- Le Vieux de la Montagne, relation, 1977–1981. Paris: Sindbad (dt. Der Alte vom Berge, Übersetzung von Regina Keil-Sagawe, Bremen: Sujet Verlag, 2019).
- L'Épreuve de l'Arc, Séances 1982–1989. Paris: Sindbad, 1990. (dt. Die Bogenprobe, Übersetzung von Regina Keil-Sagawe, Freiburg: Beck & Glückler 1993).
- Gens de Mosta, Moments 1990–1994. Arles: Actes Sud, 1997 [Prix ADELF 1997]
- Le Poisson de Moïse, Fiction 1994–2001. Paris: Paris-Méditerranée / Algier: EDIF, 200/2001. (dt. Der Fisch des Moses, Übersetzung von Regina Keil-Sagawe; Innsbruck: Haymon 2004).
- Le Maître de l’Heure. Roman. Paris: La Différence, 2008.
- Le Tatar du Kremlin. BD fin de siècle. Mit einem Vorwort von Jean Portante. Esch-sur-Alzette: Editions Phi, 2018.

### Lyrik
- La Nacre à l'âme, couverture et trois dessins de Khadda, Éditions de l'Orycte, Sigean, 1981.
- L'Arc et la cicatrice, Entreprise Nationale du Livre, Alger, 1983; Éditions de la différence, 2006.
- Schistes de Tahmad II, couverture et quatre dessins d'Abdallah Benanteur, Éditions de l'Orycte, Paris, 1983.
- Ce Tatar-là 2, Launay-Rollet: Editions Dana, 1999.
- Traverser, dessin: Abdallah Benanteur; La Rochelle: Rumeur des âges, 2002. (Inszenierung durch Alain Rais, Théâtre du Lucernaire, 2006).
- Épreuve 2, Paris: Editions Dana, 2002.
- États de chose, suivi de Fatras et La sandale d'Empédocle (témoignages 1991–1994), La Rochelle: Rumeur des âges, 2003.
- Gravité de l'Ange, Paris: Éditions La Différence, 2004.
- Retraite, Manosque: Le Bec en l’Air, bilingue: arabe-français, 2004.
- Césure, Rennes: Edition Wigwam, 2006.
- Il sandalo di Empedocle/La Sandale d’Empédocle, Genova: Edizioni San Marco dei Giustiniani, 2006. (Ital. Übersetzung von Egi Volterrani, zweisprachige Ausgabe).
- Traversata decisiva, Caltagirone: Edizioni Altavoz, 2006. (Ital. Übersetzung von Manuela Cardiel, zweisprachige Ausgabe).
- Beau Fraisier, Paris: L’amandier; mit Illustr. von Pascale Bougeault, 2008. (Dt. Beau Fraisier. Eine Kindheit in Algier, Übersetzung von Regina Keil-Sagawe, Berlin: bübül 2019).
- Seelenperlmutt. Lyrik französisch-deutsch. Berlin: Verlag Hans Schiler, 2009. (Übersetzung und Nachwort von Regina Keil-Sagawe).
- L’Ancêtre cinéphile, Paris: La Différence, 2010.
- Césure/Zäsur. Programmheft zum poesiefestival berlin, Perleberg / Berlin: Verlag hochroth, 2010. (Übersetzung von Regina Keil-Sagawe unter Mitwirkung von Stephan Egghart).
- Übers Meer. Poem mediterran. Berlin: Verlag Hans Schiler, 2017. (Herausg., übersetzt und mit einem Nachwort von Regina Keil-Sagawe, zweisprachige Ausgabe von Traverser)
- Odysséennes/Odissaiche. Pasturana: puntoacapo, 2019. (Herausg., übersetzt und mit Vorwort von Fabio Scotto, zweisprachige Ausgabe)
- Ta voix vit / Nous vivons. Poèmes. Hommage à Mahmoud Darwich. Dessins de Hamid Tibouchi, Alger: Apic Editions, 2019.

### Theater
- Traverser, avec un dessin d'Abdallah Benanteur, La Rochelle: Rumeur des âges, 2002. (Inszenierung von Alain Rais, Théâtre du Lucernaire, Paris).
- Captive sans éclat. Suivi de L’impromptu de Tigditt. Alger: APIC Editions, Collection Massrah, 2013.
- Salah Bey. Tragédie bouffe en 3 actes, Alger: APIC Editions, Collection Massrah, 2014.

### Essays
- L'Algérie et ses populations, en collaboration avec Jean-Pierre Durand, Bruxelles: éditions Complexe, 1982.
- Spatialités maghrébine traditionnelles : étude d'un cas, les Beni-Zéroual, Paris: thèse de troisième cycle, 1985.
- Retraite (témoignages), photographies d'Olivier de Sépibus, texte de Habib Tengour, traduction vers l'arabe par Saïd Djabelkheir et Esma Hind Tengour, Manosque: Éditions Le Bec en l'Air, 2004.
- Dans le soulèvement, Algérie et retours, Éditions de la Différence, 2012.

### Anthologien
- Anthologie de la littérature algérienne (1950–1987), introduction, choix, notices et commentaires de Charles Bonn, Paris: Le Livre de Poche, 1990.
- Cinq poètes algériens pour aujourd'hui, Jean Sénac, Tahar Djaout, Abdelmadjid Kaouah, Habib Tengour, Hamid Tibouchi, Poésie/première, n° 26, Soisy-sur Seine: Editions Editinter, juillet-octobre 2003.
- Des Chèvres noires dans un champ de neige ? 30 poètes et 4 peintres algériens, Bacchanales n°32, Saint-Martin-d’Hères, Maison de la poésie Rhône-Alpes – Paris, Marsa éditions, 2003; Des chèvres noires dans un champ de neige ? (Anthologie de la poésie algérienne contemporaine), édition enrichie, Bacchanales, n° 52, Saint-Martin-d’Hères: Maison de la poésie Rhône-Alpes, 2014.
- Ali El Hadj Tahar, Encyclopédie de la poésie algérienne de langue française, 1930-2008 (en deux tomes), Alger: Éditions Dalimen, 2009.
- Quand l'amandier refleurira, anthologie de poètes Algériens de langue française établie par Samira Negrouche, Paris: éditions de l'Amandier, 2012.